# Finstock
Finstock is een civil parish in het bestuurlijke gebied West Oxfordshire, in het Engelse graafschap Oxfordshire met 797 inwoners.

## Galerij

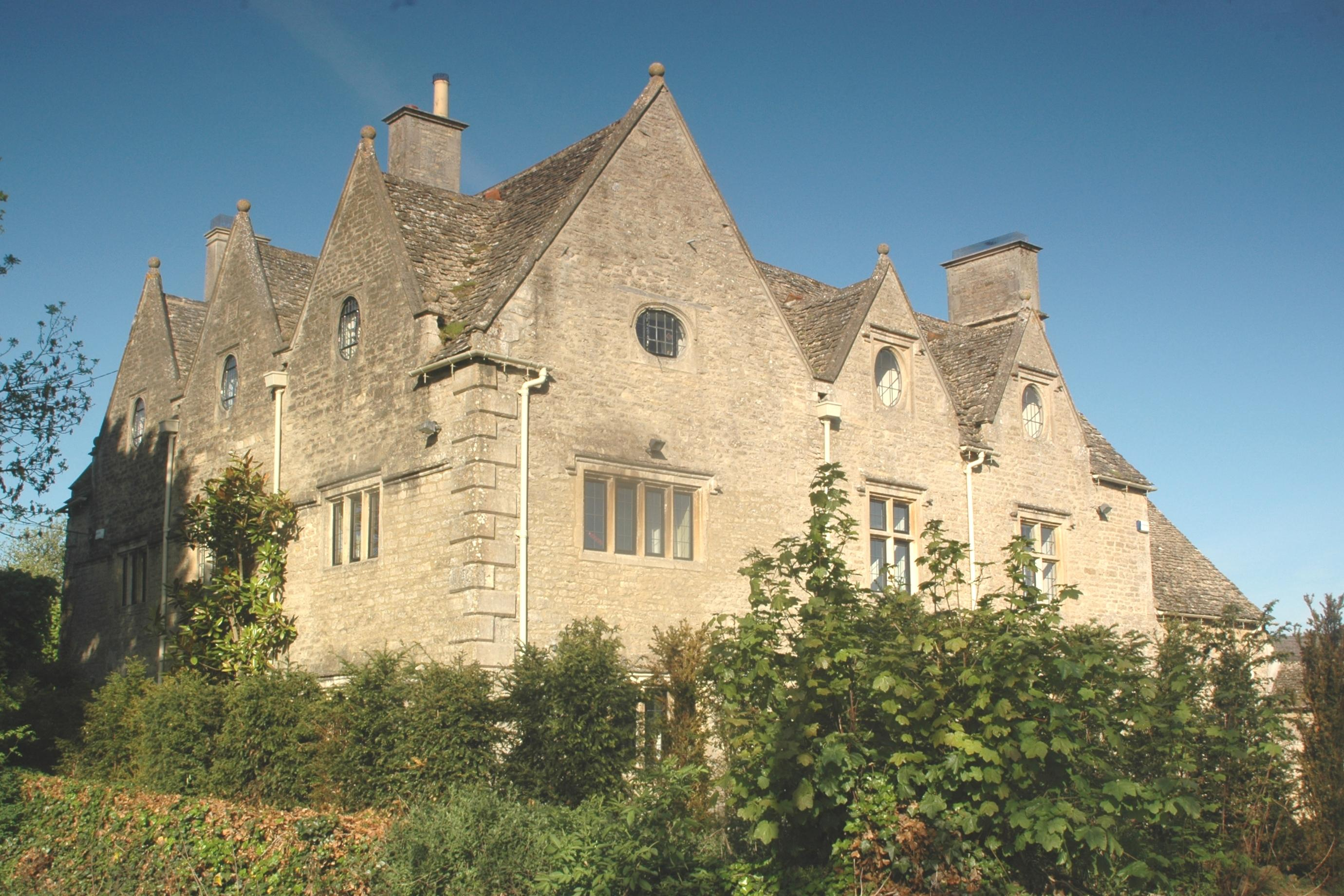
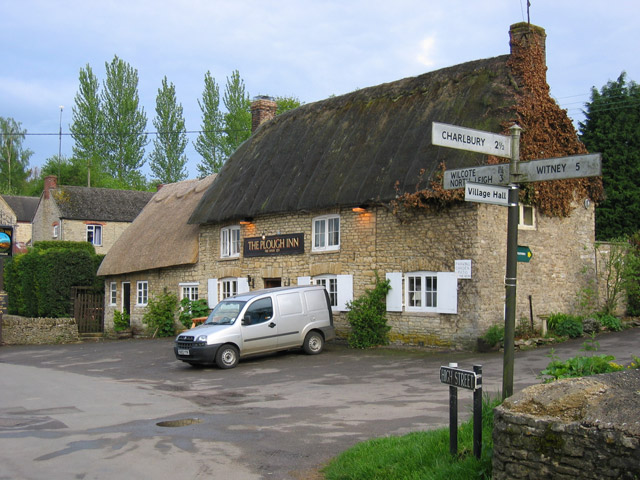